# Kopsia lapidilecta
Kopsia lapidilecta là một loài thực vật có hoa trong họ La bố ma. Loài này được Sleesen mô tả khoa học đầu tiên năm 1960.